# Gabriel Roques
Pour les articles homonymes, voir Roques.
Gabriel Roques, né le 30 avril 1851 à Nérac (Lot-et-Garonne) et mort le 28 avril 1915 à Bordeaux, est un caricaturiste français.
Il ne doit pas être confondu avec Gabriel-Aimé Roques, dit Georges Roques, inspecteur d'académie français du début du XXe siècle.

## Biographie
Né à Nérac, rue de Condom, le 30 avril 1851, Jean-Pierre-Antoine-Gabriel Roques est le fils de Marie-Thérèse Beziat et de Jean-Baptiste Roques (1816-...), propriétaire. Associé de Joseph-Didier Villeneuve, imprimeur à Nérac entre 1835 et 1852, Jean-Baptiste Roques lui succède en obtenant son brevet d'imprimeur le 21 mai 1852. À ce titre, il est l'éditeur du Journal de Nérac, mais il cesse d'exercer dès 1854.
Après avoir été élève au lycée d'Agen, Gabriel Roques étudie pendant deux ans à l'École des beaux-arts de Toulouse.
Tout d'abord directeur de la compagnie d'assurances L'Union dans sa ville natale, il devient ensuite secrétaire d'une compagnie d'assurances bordelaise, La Prévoyante.
Fixé à Bordeaux dans les années 1880, Roques restera cependant attaché à son département natal. Il sera ainsi l'un des vice-présidents de la société mutuelle de l'Union du Lot-et-Garonne, une œuvre d'entraide des Lot-et-Garonnais établis en Gironde.
Avant son installation à Bordeaux, Roques s'est déjà intéressé à la presse. En 1878, il a fondé avec Marcel Durey, rédacteur du Journal de Nérac, le Gascon-Journal, qui n'a eu qu'un numéro et dont il a signé les trois dessins sous les pseudonymes de John, Pétrus et Faust. Entre 1879 et 1882, il a écrit de nombreux sonnets pour le Journal de Nérac en utilisant divers pseudonymes, dont celui d’O'Taneni, anagramme de son troisième prénom. C'est sous ce même nom de plume qu'il a signé des sonnets sur les assurances-vie publiés en 1881 dans La Semaine, un journal d'assurances parisien.
À Bordeaux, Roques lance un hebdomadaire républicain illustré, Le Martinet, dont le premier numéro paraît le 11 septembre 1889, et dont il réalise les caricatures. En 1892, il publie les deux premières livraisons d'une série charges de personnalités locales, intitulée Silhouettes bordelaises, dont la préface est écrite par Ernest Laroche, collaborateur du Martinet. Il publie également ses caricatures dans le Bijou-journal. En novembre de la même année, il prend la direction d'un nouvel hebdomadaire, L’Écho des écoles, organe des étudiants de l'Université de Bordeaux, dont il caricature les professeurs en première page. En 1894, il fait paraître un nouvel album, Charges et portraits, préfacé par Ernest Toulouze (d). En octobre 1895, il commence à illustrer un nouvel hebdomadaire, La Silhouette bordelaise. Selon François Solo, Roques y aurait utilisé le pseudonyme de Japhet.
En janvier 1896, Gabriel Roques est nommé officier d'Académie.
À cette époque, il gagne surtout sa vie en tant qu'employé de la mairie de Bordeaux, où il a obtenu un poste d'inspecteur de la salubrité. Or, en décembre 1896, il est mis en demeure par l'adjoint aux beaux-arts, Henri de La Ville de Mirmont, de choisir entre son emploi municipal et sa collaboration à La Silhouette bordelaise. Selon les journalistes de La Gironde, l'édile se serait ainsi vengé à la suite d'un article critique à son encontre publié par l'hebdomadaire illustré. Roques est finalement révoqué moins d'un an plus tard par le maire Camille Cousteau.
Par la suite, Roques se consacre à la direction du Martinet, où il signe ses dessins du pseudonyme Griff.
À l'occasion des élections législatives de 1898, Roques pose sa candidature radicale-socialiste dans la 2e circonscription de Bordeaux. Au premier tour, il n'obtient que 304 voix, soit 2% des votants, loin derrière le député progressiste sortant, Charles Gruet (6 674 voix, soit 46%), et le conseiller général antisémite Charles Bernard (7 183 suffrages, soit 49% des votants). En vue du second tour, Roques se désiste en appelant à voter pour Gruet, mais celui-ci sera finalement battu par Bernard.
En 1907, Roques est nommé officier de l'Instruction publique.
Divorcé de Catherine Joly, Gabriel Roques épouse en secondes noces Catherine-Mathilde Massieu (1862-19..) le 1er mars 1909.
Il meurt le 28 avril 1915 à son domicile du no 22 de la rue de la Teste (actuelle rue Pierre-Duhem, dans le quartier Saint-Genès).

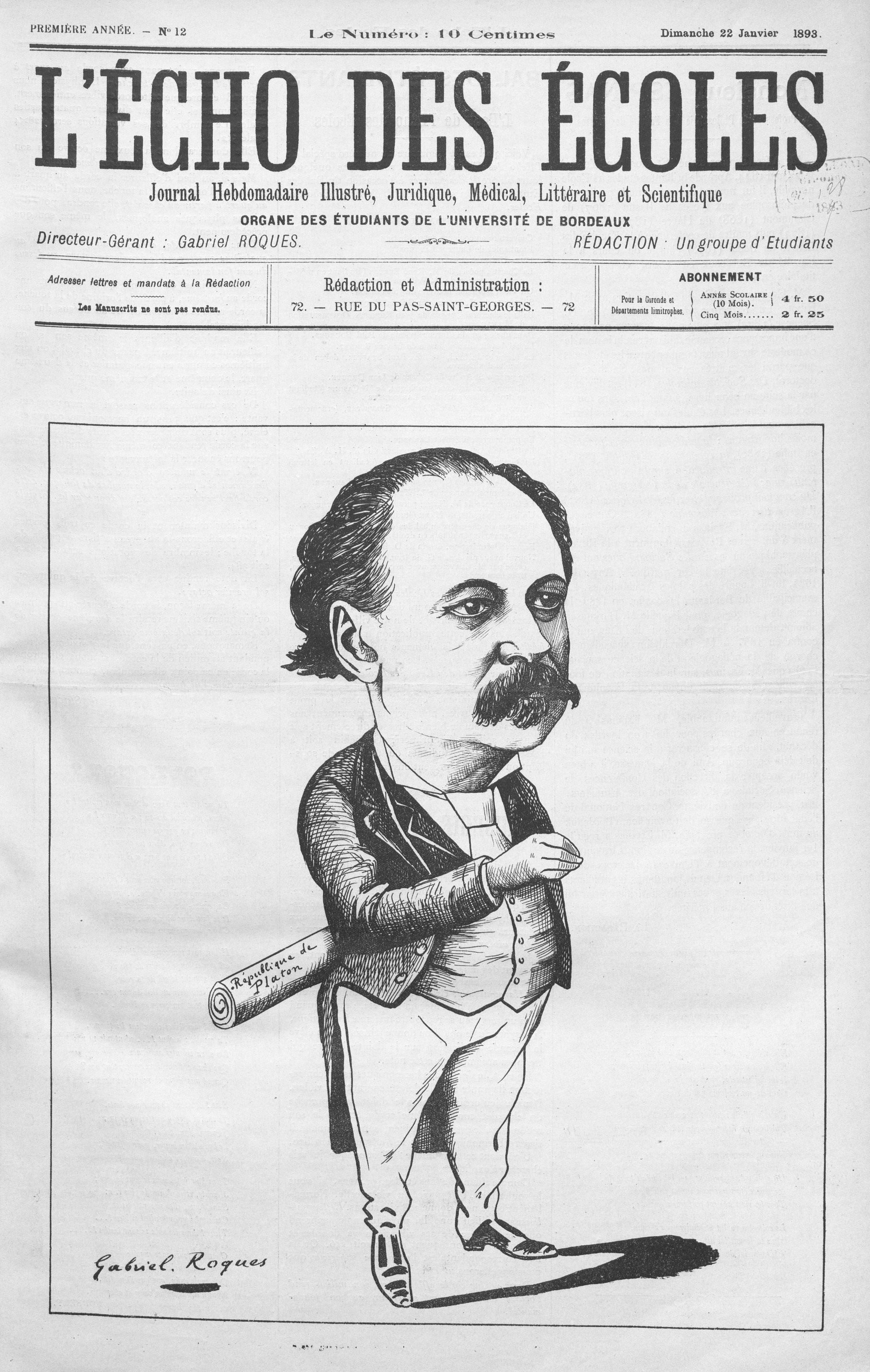
Caricature d'Alfred Espinas, L’Écho des écoles, 22 janvier 1893.
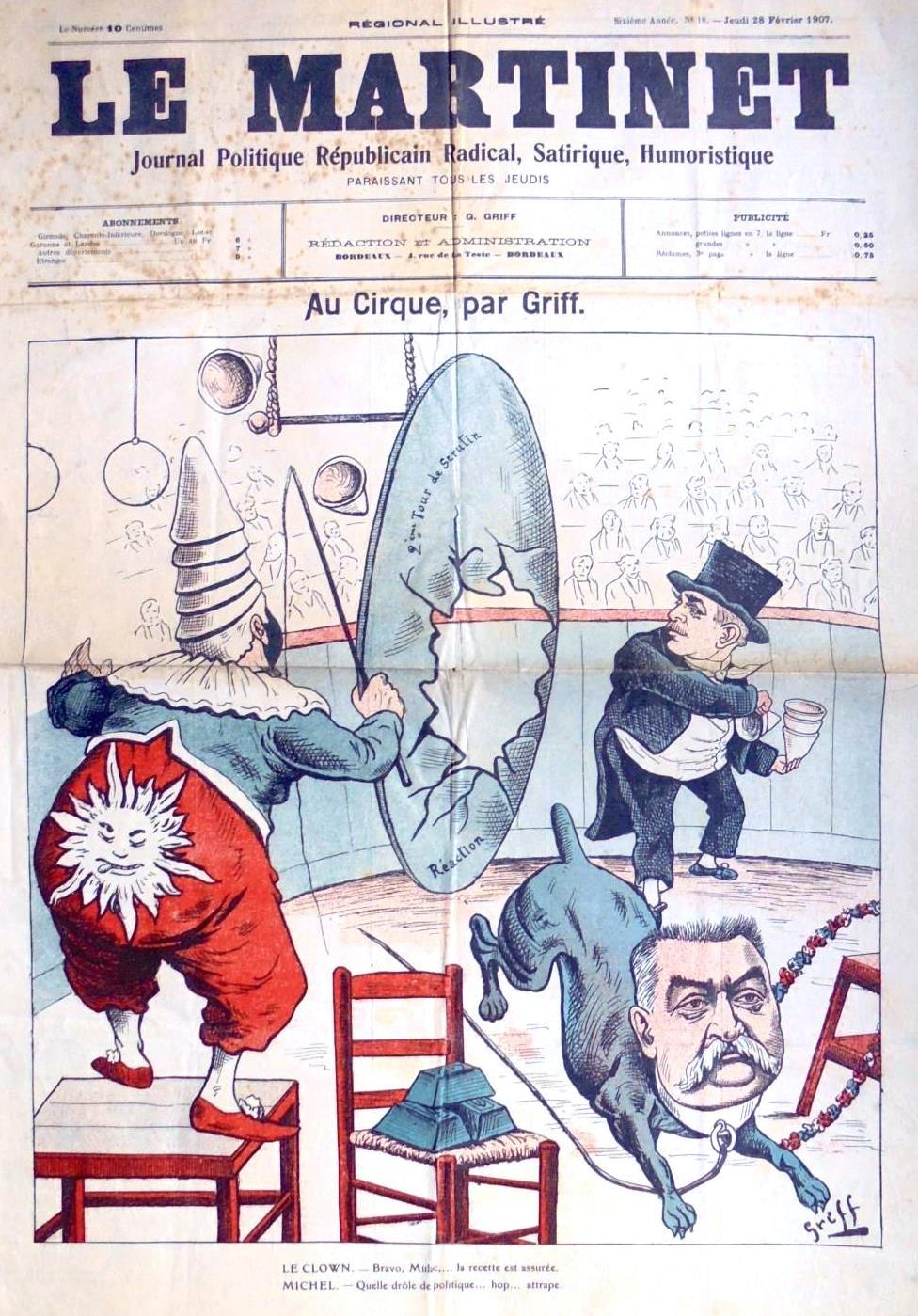
« Au cirque », Le Martinet, 28 février 1907.